# Chiffre

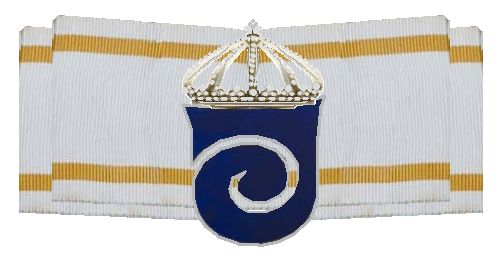
Chiffre van een hofdame van koningin Juliana. Model 1948

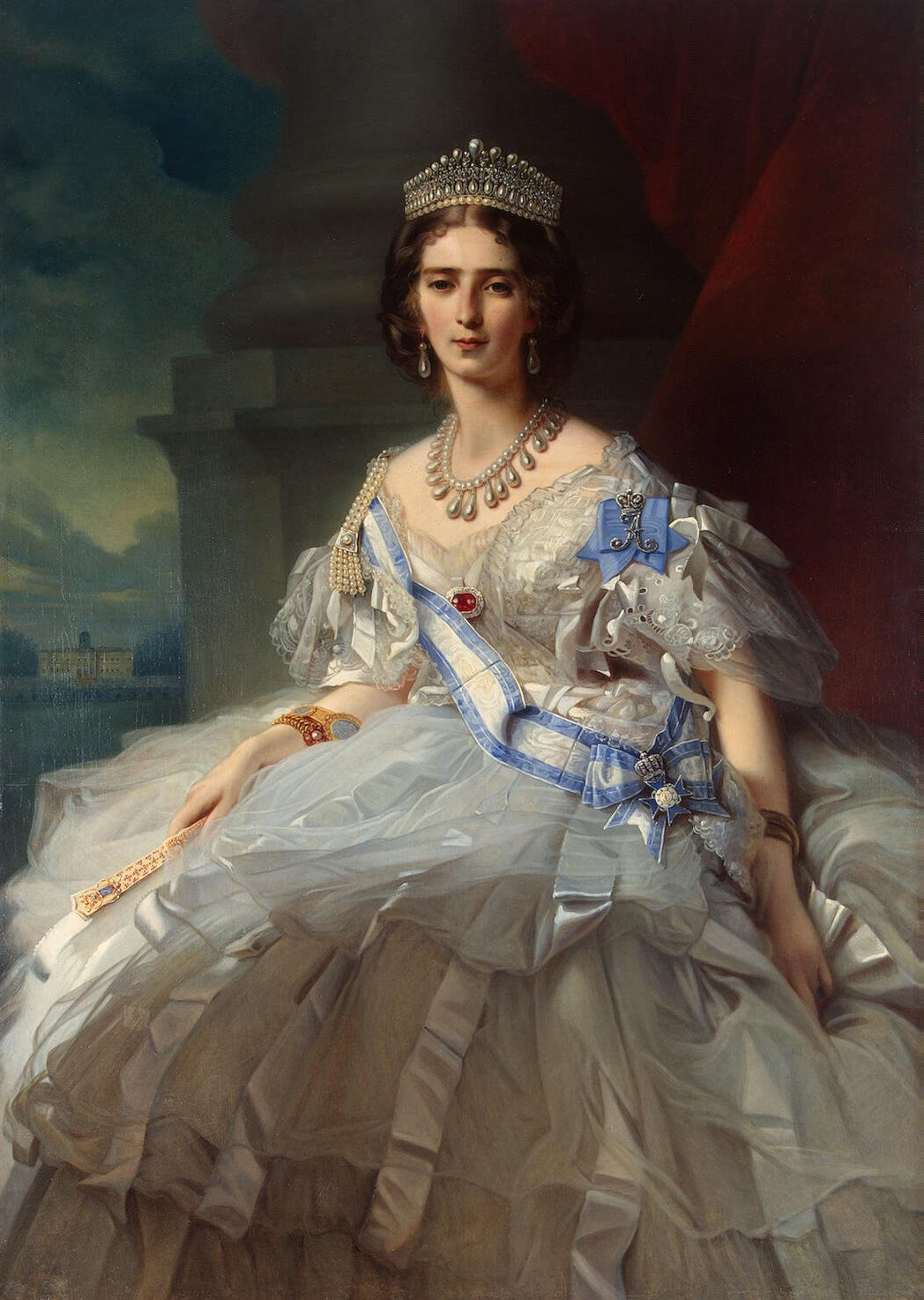
Prinses Tatiana Alexandrovna Yusupova, een Russische hofdame met chiffre van Keizerin Alexandra Fjodorovna op de schouder en de Theresia-Orde van Beieren op de heup

Een chiffre is een ambtsteken van een hofdame. Waar kamerheren op hun ambtskostuum een vergulde sleutel dragen als teken van hun waardigheid draagt de hofdame een initiaal (Frans: "chiffre") aan een lint op de schouder. De gewoonte stamt uit de 18e eeuw en is nauw verwant aan de damesorden. De chiffres zijn vaak uitgevoerd met diamanten en edelstenen. Het lint was vaak in de kleur van een hoge ridderorde. Vooral aan het Russische hof zag men hofdames met kostbare chiffres. De chiffres van de keizerinnen en koninginnen waren kostbaarder uitgevoerd dan die van de grootvorstinnen en prinsessen. Boven de chiffre is een kroon aangebracht.
Ook in het Koninkrijk der Nederlanden droegen hofdames chiffres. Bij de koninginnen Emma, Wilhelmina en Juliana aan witte linten met een oranje streep. Juliana liet aan het begin van haar regering eenvoudige zilveren chiffres vervaardigen met een elegante blauw geëmailleerde initiaal "J". De kroon boven de letter is een fantasiemodel en lijkt niet op de Nederlandse koningskroon. Later werd een eenvoudiger model uitgereikt.
De hofdames van toenmalig koningin Beatrix der Nederlanden droegen een eenvoudige, door haarzelf ontworpen broche met een sierlijke "B". De hofdames van koningin Máxima dragen voor het eerst in de Europese geschiedenis een chiffre van de echtgenote van de Koning: een blauw lint met gouden M en erboven een gouden kroon.
Deense hofdames dragen een kleine chiffre op het hemelsblauwe lint van de Orde van de Olifant.